# إدموند (إيرل روتلاند)
إدموند، إيرل بورتلاند(بالإنجليزية: Edmund, Earl of Rutland)‏ (17 مايو 1443 – 30 ديسمبر 1460)، الابن الخامس لريتشارد بلانتاجانت.